# Xã Tyrone, Quận Le Sueur, Minnesota
Xã Tyrone (tiếng Anh: Tyrone Township) là một xã thuộc quận Le Sueur, tiểu bang Minnesota, Hoa Kỳ. Năm 2010, dân số của xã này là 562 người.